# Copelatus inuber
Copelatus inuber är en skalbaggsart som beskrevs av Guignot 1952. Copelatus inuber ingår i släktet Copelatus och familjen dykare. Inga underarter finns listade i Catalogue of Life.